# 山村房次
山村 房次（やまむら ふさじ、1908年1月29日 - 1986年1月7日）は、日本のロシア文学者、翻訳家。本名・花房森。

## 来歴
香川県生まれ。1929年第一早稲田高等学院中退。
1935年ころから社会主義者としてソビエト・ロシア文学の翻訳、紹介を行う。戦後も社会主義者として活動。

## 著書
- 『ソヴェート文学ノオト』（九州評論社） 1948
- 『ゴーリキイ』（日本民主主義文化連盟、文連文庫） 1949
- 『ゴーリキー研究 第1 社会主義リアリズムの問題』（啓隆閣） 1969
- 『レーニンと文学』（新日本選書） 1980.8

## 翻訳
- 『歴史文学論』（ゲォルグ・ルカチ、三笠書房、文化と技術叢書） 1938
- 『ロシヤ文学史』（ゴーリキー、五月書房） 1952、のち岩波文庫
- 『歴史小説論』（ゲオルグ・ルカーチ、青木文庫） 1955
- 『文学入門』（ゴーリキー、大月書店） 1956、のち青木文庫
- 『パンのみによるにあらず』（V・ドゥヂーンツェフ、久野公共訳、大日本雄弁会講談社） 1957
- 『若い仲間』（ボリス・アクショーノフ、弘文堂） 1964
- 『壊滅・氾濫』（ア・ファジェーエフ、蔵原惟人共訳、新日本出版社、世界革命文学選） 1966
- 『黒海の波』（ワレンチン・カターエフ、新日本出版社、世界新少年少女文学選） 1967
- 『マルクス・レーニン主義美学の基礎』（ソ連科学アカデミー哲学研究所、芸術史研究所編、啓隆閣） 1968 - 1969
- 『冬の峠 1920-22年のレーニン』（エ・ヤ・ドラプキナ、新日本新書） 1970
- 『人類の教師』（ゴーリキー, イ・グルーズジェフ、明治図書出版） 1972
- 『ゴーリキーの運命 その時代と文学』（ボリス・ビャーリク、新日本出版社） 1975
- 『世界短編名作選 ロシア編』（草鹿外吉, 高橋勝之共編、新日本出版社） 1976

## 参考
- 『日本近代文学大事典』